# HEAVEN (松井常松のアルバム)
『HEAVEN』（ヘヴン）は松井常松の6枚目のアルバム。1996年10月9日に東芝EMI/EASTWORLDから発売された。

## 解説
前作『DEEP SKY』に続き、同じベーシストの小原礼が全曲の編曲・共同プロデュースを行った本作。表題曲を含むシングル収録曲をアルバム・ミックスとして収録した。

## 収録曲
全作曲：松井常松（#4尾崎亜美／#9松井常松・小原礼）
全編曲：小原礼
1. LOSER（4：07）
作詞：松井常松
2. 密室のBALLERI（3：50）
作詞：森雪之丞
3. WORK! WORK! WORK!（3：50）
作詞：森雪之丞
4. SHADOW OF THE MOON （album mix）（5：07）
作詞：森雪之丞
5. HEAVEN （album mix）（4：54）
作詞：森雪之丞
6. BE QUIET（5：18）
作詞：松井常松
7. DNA （album mix）（4：47）
作詞：森雪之丞
8. 抱きしめたい（3：38）
作詞：森雪之丞